# Szőkefalvy-Nagy Zoltán
Szőkefalvy-Nagy Zoltán (névváltozat: Szőkefalvi-Nagy Zoltán) (Kolozsvár, 1916. március 9. – Eger, 1980. november 8.) kémikus, főiskolai tanár, a kémiai tudományok kandidátusa (1962), Szőkefalvi Nagy Gyula fia, Szőkefalvi-Nagy Béla testvére.

## Életpályája
1939-ben diplomázott a Szegedi Tudományegyetem vegytan-természetrajz szakán. 1939–1942 között a kolozsvári egyetem ásvány- és kőzettan tanszékén volt gyakornok, tanársegéd, majd a nagyváradi hadapródiskolában kémiatanár. 1942-ben doktorált. A második világháborúban katonai szolgálatot teljesített. 1949–1952 között Keszthelyen a gimnázium igazgatója és tanára volt. 1952-ben hívták meg az Egri Pedagógiai Főiskola Kémiai Tanszékére, mint tanszékvezető docens. 1957-ben jelent meg első kémiatörténeti dolgozata. 1960-ban főiskolai tanárnak nevezték ki. 1961-től bekapcsolódott a biokémia tanításába is. 1970-től kémiatörténeti előadásokat tartott a Debreceni Egyetemen. 1976-tól az Orvostörténeti Bizottság tagja lett. 1980-ban nyugdíjba vonult.
Főként az ásvány- és kőzettan oktatásával foglalkozott. Fontos szerepe volt a hazai kémiatörténet feltárásában, megalapozta e terület kutatását.

## Művei
- Adatok a magyar kémia történetéhez (1957)
- A kémiai ismeretek terjesztése hazánkban (1958)
- A kémiai elem-fogalom fejlődése (1959)
- Adatok a hazai kémiai tanszékek történetéhez (1960)
- A kémia fejlődésének tényezői (1964)
- Az első magyar vegyészdoktor: Wagner Dániel (1800-1890) (1965)
- A kémia története Magyarországon (Szabadváry Ferenccel, Budapest, 1972)
- Ilosvay Lajos (A múlt magyar tudósai, Budapest, 1978)
- Szervetlen kémia (Korcsmáros Istvánnal, Budapest, 1980)
- Lengyel Béla (A múlt magyar tudósai, Budapest, 1983)